# Riksväg 10, Estland
Riksväg 10 är en primär riksväg i Estland. Vägen är 144 kilometer lång och går mellan Riksväg 9 vid småköpingen Risti i landskapet Läänemaa och staden Kuressaare på ön Ösel. Vägen är den enda riksväg i Estland som inkluderar en färjeförbindelse (färjan mellan Virtsu på fastlandet och Kuivastu på ön Moon). 
Vägen ansluter till:
- Riksväg 9 (vid Risti)
- Riksväg 29 (vid Koluvere)
- Riksväg 31 (vid Laiküla)
- Riksväg 60 (vid Lihula)
- Riksväg 75 (vid Lillsund)
- Riksväg 75 (vid Mehama)
- Riksväg 79 (vid Upa)
- Riksväg 76 (vid Kuressaare)
- Riksväg 77 (vid Kuressaare)
- Riksväg 78 (vid Kuressaare)

## Historik
Vägen mellan Tallinn och Virtsu hade på 1930-talet vägnummer 7 för att därefter på Sovjetunionens tid istället få beteckningen A207. Mellan åren 1995 och 1998 var denna väg klassificerad som en sekundär riksväg och hade då vägnummer 30. Fram till början av 2000-talet hade den del av nuvarande riksväg 10 som går i landskapet Ösel vägnummer 74 och var då klassificerad som en sekundär riksväg.

## Källor

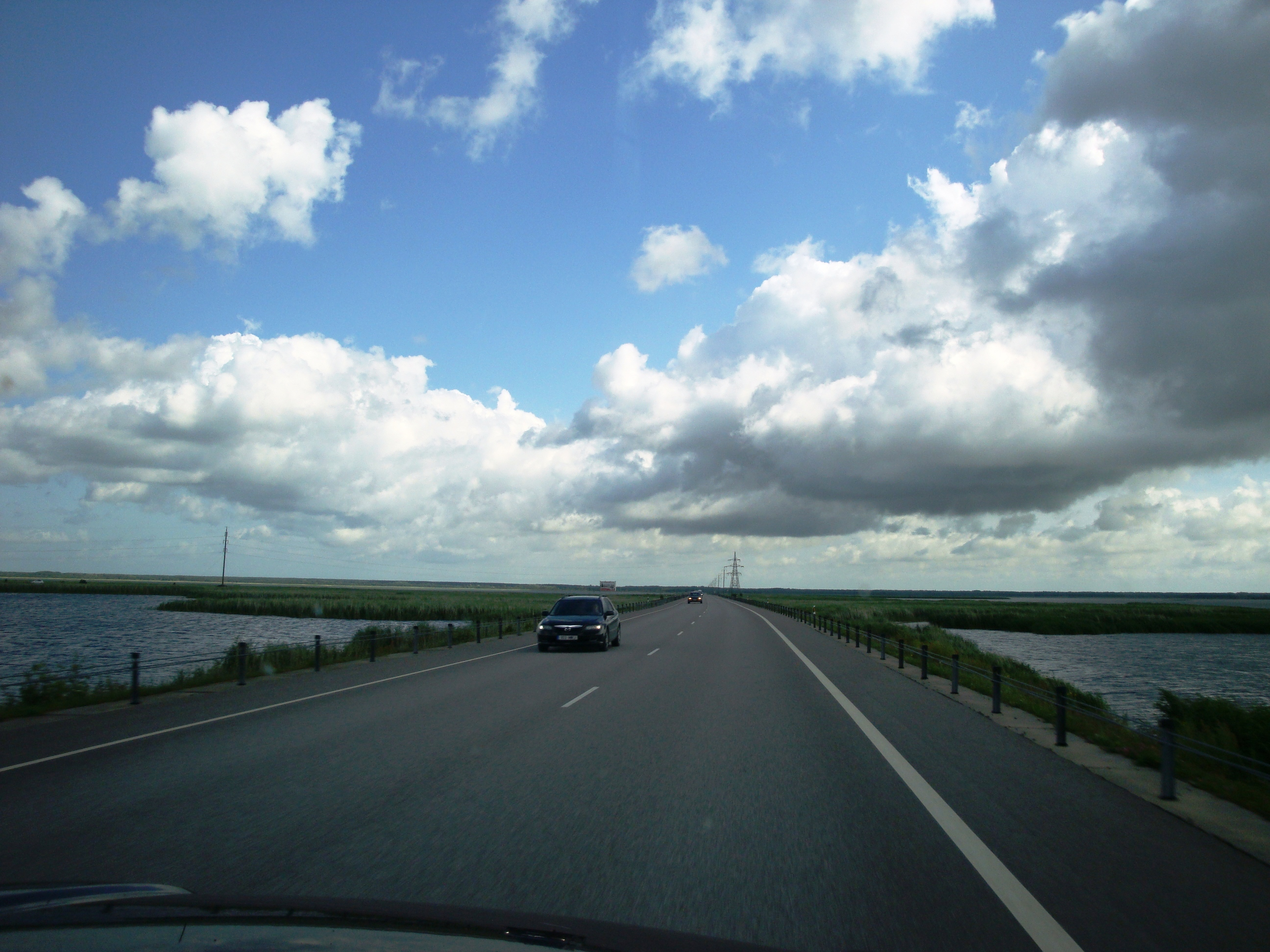
Riksväg 10 vid vägbanken över Lillsund, mellan öarna Moon och Ösel.